# Сона Таумалоло
Сона Таумалоло (енгл. Sona Taumalolo; 13. новембар 1981) професионални је рагбиста и репрезентативац Тонге, који тренутно игра за Гренобл. Висок 185 цм, тежак 112 кг, играо је за Хокс Беј у ИТМ Купу. Од 2008. до 2012. играо је за Чифсе, а онда је прешао у Европу. Пре Гренобла играо је за Перпињан. Играо је на два светска првенства и дао је један есеј против Новог Зеланда. За репрезентацију Тонге укупно је до сада одиграо 20 тест мечева и постигао 20 поена. Познат је рагби јавности по својој агресивности на терену како у одбрани, тако и у нападу.